# ألدروفاندا
ألدروفاندا أو دولاب الماء (بالإنجليزية: waterwheel)‏ هي جنس من النباتات الاحمة. و يضم 17 سلالة منقرضة غير مبهمة وسلالة Aldrovanda vesiculosa المهددة بالانقراض. تتطون Aldrovanda في البحيرات والمستنقعات، مياه الأنهار الراكدة، والخنادق. و تتوزع في سواحل أستراليا وجنوب أفريقيا وأوروبا.
سُمي هذه الجنس على عالم الطبعية الإيطالي أوليسي ألدروفاندي.

## سلالات أعضاء
- †Aldrovanda borysthenica
- †Aldrovanda clavata
- †Aldrovanda dokturovskyi
- †Aldrovanda eleanorae
- †Aldrovanda europaea
- †Aldrovanda inopinata
- †Aldrovanda intermedia
- †Aldrovanda kuprianovae
- †Aldrovanda megalopolitana
- †Aldrovanda nana
- †Aldrovanda ovata
- †Aldrovanda praevesiculosa
- †Aldrovanda rugosa
- †Aldrovanda sibirica
- †Aldrovanda sobolevii
- †Aldrovanda unica
- نبتة الناعورة
- †Aldrovanda zussii